# IrfanView
IrfanView je freewarový prohlížeč obrázků pro Microsoft Windows určený pro prohlížení, editaci a konverzi obrázků a přehrávání audio/video formátů. Nemá tak rozsáhlé možnosti tvorby obrazu jako Adobe Photoshop, Pixel, Paint.NET nebo GIMP. Je tvořen především s ohledem na rychlost, snadné použití a podporu mnoha grafických formátů. Program je pojmenovaný podle svého tvůrce, Irfana Skiljana.
IrfanView funguje pod různými verzemi Microsoft Windows od Windows 95 (verze 1.70 byla vydána již 1. 6. 1996) po Windows Vista (verze 3.98 je na oficiálním listu Microsoftu se softwarem pro Windows Vista). Podporuje velké množství formátů, například obrazové formáty jako BMP, GIF, JPEG, PNG TIFF, neobrazové multimediální soubory jako je Flash, Ogg Vorbis, MPEG, MP3, MIDI a textové soubory.
Od verze 3.92 instalátor může zvolit i instalaci eBay panelu nástrojů, jako podpora pro vývojáře. Ve verzi 3.92 bylo přidání panelu nástrojů automaticky zapnuto při instalaci ve výchozím nastavení a program byl některými kritizován jako obsahující spyware. Možnost ve verzi 3.97 již nebyla vybrána automaticky a od verze 3.98 byla nahrazena možností nainstalovat Google Desktop Search. V nynější verzi program nenabízí instalaci produktů třetích stran.

## Logo/maskot
Logo a maskot IrfanViewu je červená přejetá kočka zvětšená lupou.

## Vlastnosti
Vlastní program je kompaktní: nejnovější verze má něco málo přes 1500 kB, nicméně pluginy mohou zabrat i několik megabajtů a jsou určené pro přidání podpory řady dalších formátů a funkcí. Kromě rozsáhlých možností prohlížení souborů a možností konverze, IrfanView umí také vytvářet šetřiče obrazovky a zobrazování snímků z kolekce obrazů s možností doprovodných mp3 zvuků. Tyto spořiče obrazovky a prezentace mohou být vytvořeny jako samostatné spustitelné soubory, které poběží na i počítačích, které nemají IrfanView nainstalován.
IrfanView může být také použit pro vytvoření ikony konverzí grafických souborů do ICO formátu. Rovněž podporuje Adobe-kompatibilní 8bf zpracování obrazu filtry, včetně těch volně ke stažení, i když jeho schopnost uplatnit je pouze na části obrázku je omezená ve srovnání s plnohodnotnými editory.
Program podporuje TWAIN pro načítání obrázků ze skenerů, ale obsahuje také rozšířenou podporu pro přijetí snímků.
Obrázky lze upravit pomocí úpravy jasu, kontrastu, gama úrovně atd. a převádí je mezi různými formáty. Mnohé z těchto změn lze použít na více obrázků naráz pomocí dávkového zpracování.
IrfanView může pro úpravu aktivního souboru spustit externí grafický program, například Adobe Photoshop, za předpokladu, že má uživatel nějaký nainstalován.
Program je ve výchozím nastavení v angličtině, nicméně je k dispozici ve více než dvaceti jazycích, včetně češtiny.

## Náhledy
Tato funkce zobrazí náhled souborů usnadňující organizaci obrázků. Program může být nastaven na zobrazení miniatur v široké škále velikostí, od velmi malých (50 × 50 pixelů) po velmi velké (600 × 600 pixelů). Uživatel si může vybrat jednu nebo více miniatur a poté provést obvyklé operace na nich. Vybrané miniatury lze také zaslat přímo na dávkové zpracování modulem nebo otevře externí program. Program dokáže z vybraných náhledů vytvořit jednoduchou HTML webovou galerii.

## Omezení
I když IrfanView zvládá zobrazení mnoha souborů obrazů typu RGB, CMYK, profily se nepoužívají, tudíž v důsledku se CMYK obrázky nebudou zobrazovat správně.

## Porušování autorských práv a falešné verze
IrfanView je sice freeware, ale je stále chráněn autorskými právy a neexistují žádné jiné legitimní verze než ta, co je nabízena na stránkách irfanview.com. Verze jako „IrfanView Platinum“ nebo „IrfanView Pro“ mohou být porušením autorských práv a pravděpodobně se pokoušejí získat poplatek od koncového uživatele, stejně jako potenciálně obsahují spyware nebo viry.

## Alternativy
Multiplatformní freeware alternativou je XnView.